# Projet Zero : Un mal qui n’atteint que les filles
Pour plus de détails, voir Fiche technique et Distribution.
Projet Zero : Un mal qui n'atteint que les filles (劇場版 零～ゼロ～, Gekijōban zero), est un film d'horreur japonais réalisé par Mari Asato (en), sorti en 2014,.
Le film est basé sur une novélisation homonyme d'Eiji Ōtsuka, qui s'inspire elle-même de la série de jeu vidéo Project Zero (Fatal Frame en Amérique du nord).

## Synopsis
L'histoire se déroule dans un lycée privé catholique. Après qu'une fille se soit enfermé dans sa chambre, des filles disparaissent mystérieusement suivant apparemment une apparition de cette dernière. Leur point commun, avoir toutes vu la même photo.

## Fiche technique
- Titre : Projet Zero : Un mal qui n'atteint que les filles
- Titre original : 劇場版 零～ゼロ～ (Gekijōban zero?)
- Réalisation : Mari Asato (en)
- Scénario : Mari Asato, d'après un roman d'Eiji Ōtsuka
- Photographie : Yūta Tsukinaga (ja)
- Musique : Yūsuke Hayashi (ja)
- Pays de production :  Japon
- Langue originale : japonais
- Format : couleur - 1,85:1
- Durée : 105 minutes
- Dates de sortie :
  - Japon : 26 septembre 2014[3]

## Distribution
- Aoi Morikawa (en) : Michi Kazato
- Ayami Nakajō (en) : Aya Tsukimori
- Kôdai Asaka
- Minori Hagiwara
- Fujiko Kojima
- Jun Miho
- Karen Miyama (en)
- Noriko Nakagoshi
- Yuri Nakamura
- Kasumi Yamaya (en)